# Llista d'episodis de Sword Art Online
Sword Art Online és un anime de ciència-ficció i acció, basat en les novel·les lleugeres de Reki Kawahara i il·lustrades per abec. Ambientat l'any 2022, un videojoc de rol massiu de realitat virtual (VRMMORPG) anomenat Sword Art Online, on els jugadors controlen als seus avatars com el seu cos mitjançant el NerveGear, un casc de realitat virtual que estimula l'usuari cinc sentits a través del seu cervell ha sigut publicat al mercat. Però un dia, els jugadors descobreixen que no poden eixir del joc, ja que el creador del joc, Akihiko Kayaba els impedeix de fer-ho i els anuncia un desafiament: si desitgen ser lliures, ells hauran d'assolir la planta 100 de la torre del joc i derrotar el monstre final. D'altra banda, en cas de morir en el joc, també ho faran els seus cossos en el món real. A mesura que els jugadors tracten de fer front a la seva difícil situació nova i mortífera, dos espadatxins, Kirito i Asuna, estan decidits a completar el joc i ser lliures.
L'anime està produït per A-1 Pictures i dirigit per Tomohiko Ito, amb música de Yuki Kajiura. El disseny de personatges està a càrrec de Shingo Adachi, la direcció artística és obra de Takayuki Nagashima i Yusuke Takeda, i la direcció sonora de Yoshikazu Iwanami. L'anime va començar a emetre's a Tokyo MX, tvk, TV Saitama, TV Aichi, RKB, HBC, MBS i Chiba TV el 8 de juliol de 2012 i també emetre's a BS11 i AT-X en èpoques posteriors.
La cançó d'obertura de l'Arc d'Aincrad de la primera temporada és crossing field de LiSA i la cançó de tancament és Yume Sekai (ユメセカイ, lit. 'Món dels somnis') de Haruka Tomatsu.

## Temporades
| Temporada | Temporada                    | Episodis | Dates d'emissió originals | Dates d'emissió originals |
| Temporada | Temporada                    | Episodis | Primera emissió           | Última emissió            |
| --------- | ---------------------------- | -------- | ------------------------- | ------------------------- |
|           | Sword Art Online             | 25       | 31 de juliol de 2012      | 23 de desembre de 2012    |
|           | Sword Art Online II          | 24       | 5 de juliol de 2014       | 20 de desembre de 2014    |
|           | Sword Art Online Alicization | 47       | 7 d'octubre de 2018       | 20 de setembre de 2020    |

## 1a Temporada: Sword Art Online

### Aincrad (14 episodis)
| # | Títol                                                                       | Data d'estrena al Japó |
| --- | --------------------------------------------------------------------------- | ---------------------- |
| 1 | El món de les espases Ken no sekai (剣の世界)                               | 8 de juliol de 2012    |
| L'any 2022 s'estrena l'esperat i revolucionari VRMMORPG (MMORPG de realitat virtual) Sword Art Online, en una edició extremadament limitada, en la qual els jugadors poden interactuar en un entorn de realitat virtual amb total llibertat. Els jugadors són capaços de controlar de manera realista el cos del seu alter ego, gràcies a una visió en primera persona, i interactuar activament amb el món digital circumdant mitjançant una ajuda fictícia dels cinc sentits, però sense poder sentir dolor, per raons òbvies. motius. Aquesta autèntica "immersió completa" és possible gràcies al nou maquinari anomenat "NerveGear", un casc d'agent amb sinapsis. El 6 de novembre de 2022, el dia oficial d'obertura del VRMMORPG, comporta un esdeveniment inesperat i tràgic quan Akihiko Kayaba, el brillant creador de Sword Art Online, impedeix que els jugadors tanquin la sessió voluntàriament. Kayaba, que inicialment no motiva les seves accions, no obstant això, ofereix als jugadors la possibilitat d'escapar del perillós món on es troben atrapats i tornar al real, ara més desitjat que mai. L Només hi ha una manera: acabar el joc aconseguint arribar i completar el pis superior del gegantí món flotant d'Aincrad. La història veu en Kirito com a protagonista, un beta tester que, el primer dia de l'obertura oficial dels servidors, es coneix i es fa amic de Klein, a qui ensenya les bases del joc a petició seva. Els dos es veuen obligats a prendre camins separats i acomiadar-se, amb la promesa de retrobar-se. Al final del primer mes moren 2.000 persones sense haver passat encara el primer pis. |                                                                             |                        |
| 2 | Beater Bītā (ビーター)                                                      | 14 de juliol de 2012   |
| El 2 de desembre de 2022, Kirito participa en una reunió en la qual un jove anomenat Diabel fa saber a tothom que, juntament amb els membres del seu partit, finalment ha descobert la ubicació del cap del primer pis: per tant, té la intenció d'organitzar un batuda per derrotar-lo i anar al següent pis. Els presents comencen a reunir-se en grups i festes Kirito amb l'únic membre disponible: Asuna. Després de les diverses crítiques llançades cap als beta testers, acusats de guardar-se la informació més útil per a ells mateixos, deixant els novells en la baralla, un jove anomenat Egil s'apropa de Kibaō, un amic de Diabel. Mostra a tothom que diversos provadors beta han contribuït a una guia que serà molt útil per derrotar el cap del primer pis, Illfang the Kobold Lord, ja que descriu el seu patró d'atac. Enfortit per la informació, Diabel, sota el paper de líder, i la batalla grupal a la sala d'Illfang, que, un cop arriba a la quarta part de la seva vida, canvia d'armes com s'esperava. Diabel aprofita per infligir el cop de gràcia, però el cap segueix diferents atacs i utilitza una altra arma no present a la beta. Kirito avisa a la Diabel, però no aconsegueix rescatar-lo ràpidament. Diabel finalment es revela com un provador beta que havia triat quedar-se enrere per ajudar els més inexperts. En Kirito, gràcies al suport de l'Asuna i els altres, aconsegueix derrotar el cap donant-li el cop definitiu i obtenint l'objecte estrany que el líder buscava. Kibaō, després d'haver escoltat les advertències tardanes d'en Kirito, l'etiqueta com a provador beta que intencionadament no els havia informat, deixant que Diabel morís. El grup comença a sospitar i té por que hi hagi altres beta provadors entre ells. Kirito, respectant l'última voluntat de Diabel, és a dir, la d'actuar pel seu bé, atrau tota l'hostilitat sobre ell mateix, deixant-se intencionadament etiquetar-se com a batedor (crasi entre les paraules beta tester i trampós), allunyant-los dels altres per evitar que ho facin. deixar anar el grup. Kirito dissol el grup i abandona el calabós, que només l'entenen Asuna i Agil. |                                                                             |                        |
| 3 | El ren de nas vermell Aka hana no tonakai (赤鼻のトナカイ)                  | 21 de juliol de 2012   |
| Han passat uns quants mesos i Kirito es troba celebrant en una taverna amb el jove gremi "Black Cats of the Night", que va salvar. La Keita, cap del gremi, li demana a Kirito que s'uneixi a ells i ensenyi a la seva única membre femenina, la Sachi, com lluitar. Kirito, que amaga el seu veritable nivell que arriba al doble dels altres, accepta l'oferta i comença a relacionar-se amb els seus companys, Sachi en primer lloc. El jove tranquil·litza la noia diverses vegades, a causa del seu caràcter poc temerari i la comprensible por de morir en un món tan hostil. El 12 de juny de 2023, Keita va a comprar una casa permanent per al gremi, i en la seva absència, els altres membres decideixen pujar a nivells més alts per guanyar més diners i EXP. Tot i que no amaga que està en contra, Kirito els segueix i intenta, en va, amonestar-los que obrin un cofre en un calabós, sobre el qual un dels membres de seguida salta a sobre. Es llança un parany i els companys, dels quals l'últim en caure és Sachi, moren un rere l'altre. L'únic que sobreviu, gràcies al seu nivell considerablement superior, és Kirito. En tornar, Keita ho descobreix tot i, sense poder-ho acceptar, se suïcida. El 24 de desembre de 2023, Argo, un informador, informa a Kirito dels rumors segons els quals el cap especial de l'esdeveniment pot deixar caure un objecte capaç de tornar a la vida un jugador. Kirito camina cap al lloc que se li ha indicat, amb la intenció d'aconseguir l'objecte per tornar a la vida a la Sachi i descobrir les últimes paraules que va pronunciar, per molt rancor que tinguin. Al noi s'uneixen en Klein i el seu gremi, que li ofereixen anar de festa, però Kirito es nega, fins i tot es mostra disposat a enfrontar-s'hi per enfrontar-se sol al cap i quedar-se amb l'objecte rar per a ell. Obstaculitzat per un altre gremi, Kirito deixa en Klein i els altres per lluitar, per dedicar-se exclusivament al cap de l'esdeveniment. El nen torna i deixa l'objecte amb Klein, dient-li que el guardi per a un dels seus companys, ja que només té efecte si s'utilitza dins dels deu segons de la mort. Kirito, sol a la seva habitació, troba entre els seus regals un missatge de veu prèviament gravat de Sachi, que confessa que ha descobert el seu nivell, però no l'odia perquè sap que havia escollit estar al seu costat només per protegir-se. ells. Després de cantar-li "Rudolph the Red-Nosed Rendeer", ella s'acomiada d'ell i acaba la gravació. |                                                                             |                        |
| 4 | L'espadatxí negre Kuro no kenshi (黒の剣士)                                 | 28 de juliol de 2012   |
| El 23 de febrer de 2024, una jove domadora de bèsties anomenada Silica abandona el partit en què havia participat arran d'una discussió amb la seva líder, Rosalia. M Silica s'obre camí pel bosc amb l'ajuda del seu petit familiar, un petit drac, que es sacrifica per defensar-la de l'atac d'un grup de turbes. Silica és salvat ràpidament per Kirito, que aviat es mostra còmode i disponible amb la noia, oferint-la acompanyar-la a un calabós anomenat Turó dels Memòries, per tal de tornar a la vida al seu familiar. Per a una jugadora de nivell mitjà com Silica és impossible arribar al calabós dins dels tres dies disponibles per poder tornar a la vida a la seva mascota, i això només és possible gràcies a la presència i defensa de Kirito, gràcies a qui el viatge procedeix d'una manera fàcil. Durant l'itinerari, Silica descobreix les raons de les bones accions de Kirito envers ell: el nen li deu un gran favor al seu cosí, que va viure amb ell durant un cert temps, i ajudar a Silica, que s'assembla tant a ella, el fa sentir. com si estigués pagant parcialment el seu deute. Un cop obtingut l'objecte rar per reviure el familiar, el duet es topa amb Rosalia, que resulta ser la líder d'una colla de jugadors disposats a atacar altres jugadors per agafar objectes de valor i diners. Kirito, per no ser marcat pel sistema com un jugador agressiu cap a altres jugadors, es deixa atacar de manera deliberada, sense reaccionar, revelant la seva força per una disparitat massa sensible de nivells. Kirito, per als jugadors de la planta 47, és de fet un jugador incondicional, i no tindria cap problema per eliminar-los tots. Malgrat això, Kirito s'assegura de tancar el gremi, complint la petició d'un líder que fa temps va perdre tots els membres del seu gremi per la seva agressió. Un cop segura entre les parets d'una taverna, Silica es prepara per tornar a la vida al seu petit drac, ansiós per explicar-li els últims esdeveniments i el nen que, durant un dia, va actuar com el seu germà gran. |                                                                             |                        |
| 5 | Assassinat a la zona segura Ken'nai jiken (圏内事件)                        | 4 d'agost de 2012      |
| L'11 d'abril de 2024, Kirito i altres jugadors hardcore s'enfronten al pis 59. Sota la supervisió i la guia del sublíder dels Cavallers de la Sang, Asuna, planifiquen una estratègia per derrotar el cap del lloc. L'Asuna va escoltar el consell d'en Kirito d'unir-se a un gremi, fent un gran progrés. Malgrat això, els dos sovint es troben en desacord, però a poc a poc comencen a deixar de banda les seves diferències, sobretot després d'una col·laboració destinada a exposar un assassinat misteriós que va tenir lloc a la ciutat de Marten. Tots els jugadors són conscients que els jugadors assassins, per molt rars que siguin, sovint s'aprofiten de l'estat de son de les seves víctimes per eliminar-les sense haver de recórrer a un duel habitual, però abans d'això els seus assassinats sempre s'havien consumit fora de les muralles. El cas es complica en descobrir que la víctima en qüestió, Kains, va quedar atrapada en un estat de vigília, sense decretar cap guanyador i, per tant, sense duel obert, ni tan sols injust. No obstant això, Kirito i Asuna aconsegueixen obtenir una pista gràcies a l'ajuda d'Egil, que, utilitzant les seves habilitats de venedor d'armes, pot mostrar el nom del propietari de l'arma amb la qual es va cometre l'assassinat. Gràcies a la informació obtinguda d'un conegut directe de la víctima, Yoruko, els dos s'adonen que, amb tota probabilitat, es tracta d'una venjança personal. De fet, la noia i la víctima formaven part d'un gremi que havia entrat en possessió d'un objecte rar, i la majoria d'ells havien votat a favor de la seva venda. No obstant això, un dels seus membres va assassinar el líder per fer-se'n càrrec, i ara, amb ganes de venjança, un altre membre té la intenció d'eliminar tots els que s'oposaven a la venda de l'objecte en la votació, és a dir, els principals sospitosos. Serà mentre Schmit, una de les víctimes potencials, s'adverteix que la Yoruko, també part dels oponents a la venda, perd la vida a causa d'un atac a distància presumiblement iniciat des de fora d'una finestra, sense desencadenar cap duel. |                                                                             |                        |
| 6 | El Venjador Fantasma Maboroshi no fukushū-sha (幻の復讐者)                  | 11 d'agost de 2012     |
| Kirito corre cap a la finestra, des de la qual veu com el cos de Yoruko es dissol just abans de notar una figura amb una capa negra als terrats, que immediatament identifica com l'atacant. El culpable desapareix amb l'ajuda d'una pedra per a la teleportació, desapareixent davant d'un Kirito que acaba de llançar-se a la seva persecució. Cada cop més incrèdul del que va passar, Kirito intenta trobar una altra lògica que permeti matar en una zona segura, però no en troba cap ja que és el mateix sistema SAO qui ho impedeix. Ara fora de la fonda, després d'una simple discussió amb Asuna, que li ofereix el menjar per correspondre el seu gest a la seva primera reunió, Kirito capta fortuïtament una pista que el porta a adonar-se del que va passar, inclòs el mecanisme utilitzat per simular la mort. Per tant, les suposades víctimes no ho són, però és la seva posada en escena esbrinar qui entre la resta és l'autèntic assassí, fet que el porta a la paranoia sobre la possible venjança del fantasma de Griselda, la líder difunta. Yoruko i Kains escolten i enregistren la confessió d'innocència de Schmit davant la làpida de Griselda, abans de revelar-li també la veritat. De manera inesperada, arriben els membres d'un gremi de jugadors assassins, els Laughing Coffins, implicats en l'assassinat de Griselda a petició de Grimlock, membre del gremi ara destruït i marit del difunt, fins i tot al món real. Grimlock és l'instigador de l'assassinat. L'home no havia pogut suportar el canvi sobtat de la seva dona, que, immersa en aquell món nou i perillós, havia mostrat un nou costat d'ella mateixa, demostrant-se forta i valenta, malgrat ell que havia quedat paralitzat per la por. Aleshores en Grimlock va fer matar la seva dona per immortalitzar el record de l'anterior, que aviat es va esvair, així que no li interessava l'objecte rar, que només havia ofert als pks pels seus serveis. Grimlock és capturat per l'Asuna, mentre que Kirito arriba a la seguretat de Yoruko, Kains i Schmit, fet que fa que els jugadors assassins es retirin gràcies a un farol. Quan l'Asuna li retreu a Grimlock que el seu no era amor sinó només un desig de possessió, aquest, ja inestable, és vençut per l'abatiment i el penediment, i s'emporta els seus antics companys. Kirito i Asuna decideixen tornar al davant, després de la proposta de la noia d'afegir-se a la seva llista d'amics per mantenir-se en contacte.                                   |                                                                             |                        |
| 7 | La calidesa del cor Kokoro no ondo (心の温度)                               | 18 d'agost de 2012     |
| 8 | La dansa de l'espasa en blanc i negre Kuro to shiro no kenbu (黒と白の剣舞) | 25 d'agost de 2012     |
| 9 | El dimoni d'ulls blaus Seigan no akuma (青眼の悪魔)                         | 1 de setembre de 2012  |
| 10 | Instint assassí carmesí Kurenai no satsu (紅の殺意)                         | 8 de setembre de 2012  |
| 11 | La noia de la rosada Asatsuyu no shōjo (朝露の少女)                         | 15 de setembre de 2012 |
| 12 | El cor de Yui Yui no kokoro (ユイの心)                                      | 22 de setembre de 2012 |
| 13 | En les profunditats de l'infern Naraku no fuchi (奈落の淵)                  | 29 de setembre de 2012 |
| 14 | La fi del món Sekai no shūen (世界の終焉)                                   | 6 d'octubre de 2012    |

### Fairy Dance (11 episodis)
| #  | Títol                                                                 | Data d'estrena al Japó |
| -- | --------------------------------------------------------------------- | ---------------------- |
| 15 | El retorn Kikan (帰還)                                                | 13 d'octubre de 2012   |
| 16 | El país de les fades Yōsei-tachi no kuni (妖精たちの国)               | 20 d'octubre de 2012   |
| 17 | La reina captiva Toraware no joō (囚われの女王)                       | 27 d'octubre de 2012   |
| 18 | A l'Yggdrasil Sekaiju e (世界樹へ)                                    | 3 de novembre de 2012  |
| 19 | El passadís de Lugru Rugurū kairō (ルグルー回廊)                      | 10 de novembre de 2012 |
| 20 | El General de Flames Mōen no shō (猛炎の将)                           | 17 de novembre de 2012 |
| 21 | La veritat sobre Alfheim Aruvuheimu no shinjitsu (アルヴヘイムの真実) | 24 de novembre de 2012 |
| 22 | Gran Quest Gurando Kuesuto (グランド・クエスト)                       | 1 de desembre de 2012  |
| 23 | Lligams Kizuna (絆)                                                   | 8 de desembre de 2012  |
| 24 | L'heroi daurat Mekki no yūsha (鍍金の勇者)                            | 15 de desembre de 2012 |
| 25 | La llavor del món Sekai no shushi (世界の種子)                        | 22 de desembre de 2012 |

## 2a Temporada: Sword Art Online II

### Phantom Bullet (14 episodis)
| #  | Títol                                                             | Data d'estrena al Japó |
| -- | ----------------------------------------------------------------- | ---------------------- |
| 1  | El món de les armes Jū no sekai (銃の世界)                        | 5 de juliol de 2014    |
| 2  | El franctirador de gel Kōri no sogeki shu (氷の狙撃手)            | 12 de juliol de 2014   |
| 3  | El record de la sang fresca Senketsu no kioku (鮮血の記憶)        | 19 de juliol de 2014   |
| 4  | GGO (GGO)                                                         | 26 de juliol de 2014   |
| 5  | La pistola i l'espasa Jū to ken (銃と剣)                          | 2 d'agost de 2014      |
| 6  | Duel a l'erm Kōya no kettō (曠野の決闘)                           | 9 d'agost de 2014      |
| 7  | Records escarlata Kurenai no kioku (紅の記憶)                     | 16 d'agost de 2014     |
| 8  | Bullet of Bullets Baretto obu Barettsu (バレット・オブ・バレッツ) | 23 d'agost de 2014     |
| 9  | Death Gun Desu Gan (デス・ガン)                                   | 30 d'agost de 2014     |
| 10 | El rastrejador letal Shi no tsuigeki sha (死の追撃者)             | 6 de setembre de 2014  |
| 11 | El significat de la força Tsuyosa no imi (強さの意味)             | 13 de setembre de 2014 |
| 12 | La bala fantasma Maboroshi no jūdan (幻の銃弾)                    | 20 de setembre de 2014 |
| 13 | Phantom Bullet Fantomu Baretto (ファントム・バレット)             | 27 de setembre de 2014 |
| 14 | Un petit pas Chisana ippo (小さな一歩)                            | 4 d'octubre de 2014    |

### Calibur (3 episodis)
| #  | Títol                                      | Data d'estrena al Japó |
| -- | ------------------------------------------ | ---------------------- |
| 15 | La reina del llac Mizūmi no joō (湖の女王) | 18 d'octubre de 2014   |
| 16 | El rei dels gegants Kyojin no ō (巨人の王) | 25 d'octubre de 2014   |
| 17 | Excalibur Ekusukyaribā (エクスキャリバー)  | 1 de novembre de 2014  |

### Mother's Rosario (7 episodis)
| #  | Títol                                                      | Data d'estrena al Japó |
| -- | ---------------------------------------------------------- | ---------------------- |
| 18 | La casa del bosc Mori no ie (森の家)                       | 8 de novembre de 2014  |
| 19 | L'espasa absoluta Zekken (絶剣)                            | 15 de novembre de 2014 |
| 20 | Cavallers adormits Surīpingu Naitsu (スリーピング・ナイツ) | 22 de novembre de 2014 |
| 21 | Memorial de l'espadatxí Kenshi no ishibumi (剣士の碑)      | 29 de novembre de 2014 |
| 22 | Final del viatge Tabiji no hate (旅路の果て)               | 6 de desembre de 2014  |
| 23 | L'inici d'un somni Yume no hajimari (夢の始まり)           | 13 de desembre de 2014 |
| 24 | Mother's Rosario Mazāzu Rozario (マザーズ・ロザリオ)       | 20 de desembre de 2014 |

## 3a Temporada: Sword Art Online Alicization

### Sword Art Online: Alicization

#### Part 1: Alicization Beginning (13 episodis)
| #  | Títol                                                              | Data d'estrena al Japó |
| -- | ------------------------------------------------------------------ | ---------------------- |
| 1  | Underworld Andāwārudo (アンダーワールド)                           | 6 d'octubre de 2018    |
| 2  | L'arbre del dimoni Akuma no ki (悪魔の樹)                          | 13 d'octubre de 2018   |
| 3  | Les muntanyes del final Hate no sanmyaku (果ての山脈)              | 20 d'octubre de 2018   |
| 4  | La partida Tabidachi (旅立ち)                                      | 27 d'octubre de 2018   |
| 5  | Ocean Turtle Ōshan tatoru (オーシャン・タトル)                     | 3 de novembre de 2018  |
| 6  | Project Alicization Arishiazēshon keikaku (アリシアゼーション計画) | 10 de novembre de 2018 |
| 7  | L'acadèmia d'espasa Ken no manabiya (剣の学び舎)                   | 17 de novembre de 2018 |
| 8  | Orgull de l'espadatxí Kenshi no kyōji (剣士の矜持)                 | 24 de novembre de 2018 |
| 9  | Responsabilitats dels nobles Kizoku no sekimu (貴族の責務)         | 1 de desembre de 2018  |
| 10 | Índex tabú Kinki mokuroku (禁忌目録)                               | 8 de desembre de 2018  |
| 11 | Catedral Central Sentoraru Kasedoraru (セントラル・カセドラル)     | 15 de desembre de 2018 |
| 12 | La sàvia de la biblioteca Toshoshitsu no kenja (図書室の賢者)      | 22 de desembre de 2018 |
| 13 | Governant i Mediador Shihaisha to chōteisha (支配者と調停者)       | 5 de gener de 2019     |

#### Part 2: Alicization Rising (7 episodis)
| #  | Títol                                                    | Data d'estrena al Japó |
| -- | -------------------------------------------------------- | ---------------------- |
| 14 | El cavaller carmesí Guren no kishi (紅蓮の騎士)          | 12 de gener de 2019    |
| 15 | El cavaller implacable Retsujitsu no kishi (烈日の騎士)  | 19 de gener de 2019    |
| 16 | El cavaller Osmanthus Kinmokusei no kishi (金木犀の騎士) | 26 de gener de 2019    |
| 17 | Treva Kyūsen kyōtei (休戦協定)                           | 2 de gener de 2019     |
| 18 | L'heroi llegendari Densetsu no eiyū (伝説の英雄)         | 9 de febrer de 2019    |
| 19 | El segell de l'ull dret Migime no fūin (右目の封印)      | 23 de febrer de 2019   |
| 20 | Synthesize Shinsesaizu (シンセサイズ)                    | 2 de març de 2019      |

#### Part 3: Alicization Uniting (4 episodis)
| #  | Títol                                                    | Data d'estrena al Japó |
| -- | -------------------------------------------------------- | ---------------------- |
| 21 | El 32è cavaller Sanjūnibanme no kishi (三十二番目の騎士) | 9 de març de 2019      |
| 22 | Tità de l'espasa Ken no kyojin (剣の巨人)                | 16 de març de 2019     |
| 23 | Administrator Adominisutorēta (アドミニストレータ)       | 23 de març de 2019     |
| 24 | El meu heroi Boku no eiyū (ぼくの英雄)                   | 30 de març de 2019     |

### Sword Art Online: Alicization - War of Underworld

#### Part 4: Alicization Invading (5 episodis)
| #  | Títol                                                    | Data d'estrena al Japó |
| -- | -------------------------------------------------------- | ---------------------- |
| 25 | A l'Extrem Nord Kita no ji nite (北の地にて)             | 12 d'octubre de 2019   |
| 26 | L'assalt Shuugeki (襲撃)                                 | 19 d'octubre de 2019   |
| 27 | Prova de càrrega final Saishū fuka jikken (最終負荷実験) | 26 d'octubre de 2019   |
| 28 | Dark Territory Dāku Teritorī (ダークテリトリー)          | 2 de novembre de 2019  |
| 29 | La nit abans de la batalla Kaisen zenya (開戦前夜)       | 9 de novembre de 2019  |

#### Part 5: Alicization Exploding (5 episodis)
| #  | Títol                                                                   | Data d'estrena al Japó |
| -- | ----------------------------------------------------------------------- | ---------------------- |
| 30 | Batalla dels Cavallers Kishi-tachi no tatakai (騎士たちの戦い)          | 16 de novembre de 2019 |
| 31 | Estigma dels desqualificats Shikkaku-sha no rakuin (失格者の烙印)       | 23 de novembre de 2019 |
| 32 | Sang i Vida Chi to inochi (血と命)                                      | 30 de novembre de 2019 |
| 33 | Espasa i puny Ken to ken (剣と拳)                                       | 7 de desembre de 2019  |
| 34 | Stacia, la deessa de la creació Sōsei shin Suteishia (創世神ステイシア) | 14 de desembre de 2019 |

#### Part 6: Alicization Awakening (7 episodis)
| #  | Títol                                                              | Data d'estrena al Japó |
| -- | ------------------------------------------------------------------ | ---------------------- |
| 35 | Elecció sense cor Hijō no sentaku (非情の選択)                     | 21 de desembre de 2019 |
| 36 | Raig de llum Hitosuji no hikari (一筋の光)                         | 28 de desembre de 2019 |
| 37 | La Guerra de l'Underworld Andāwārudo taisen (アンダーワールド大戦) | 11 de juliol de 2020   |
| 38 | Fi de l'eternitat Mugen no hate (無限の果て)                       | 18 de juliol de 2020   |
| 39 | Instigació Sendō (扇動)                                            | 25 de juliol de 2020   |
| 40 | Codi 871 Kōdo 871 (コード８７１)                                   | 1 d'agost de 2020      |
| 41 | Príncep de l'infern Akuma no ko (悪魔の子)                         | 8 d'agost de 2020      |

#### Part 7: Alicization Lasting (6 episodis)
| #  | Títol                                             | Data d'estrena al Japó |
| -- | ------------------------------------------------- | ---------------------- |
| 42 | Records Kioku (記憶)                              | 15 d'agost de 2020     |
| 43 | Despertar Kakusei (覚醒)                          | 22 d'agost de 2020     |
| 44 | La fulla del cel nocturn Yozora no ken (夜空の剣) | 29 d'agost de 2020     |
| 45 | Més enllà del temps Toki no kanata (時の彼方)     | 5 de setembre de 2020  |
| 46 | Alice Arisu (アリス)                              | 12 de setembre de 2020 |
| 47 | New World Nyū Wārudo (ニューワールド)             | 19 de setembre de 2020 |